# Sri Lanka International
Die Sri Lanka International sind offene internationalen Meisterschaften von Sri Lanka im Badminton. Sie wurden erstmals 1998 ausgetragen. Die zweite Austragung fand erst fünf Jahre später statt. Beim Turnier werden Punkte für die Badminton-Weltrangliste vergeben. Bis 2006 hatte das Turnier den Status einer International Series. 2014 und 2015 wurde das Turnier zur International Challenge hochgestuft. 2024 wurden dann sowohl Series als auch Sri Lanka International Challenge ausgetragen.

## Sieger
| Jahr      | Herreneinzel      | Dameneinzel              | Herrendoppel                                  | Damendoppel                                  | Mixed                                      |
| --------- | ----------------- | ------------------------ | --------------------------------------------- | -------------------------------------------- | ------------------------------------------ |
| 1998      | Nikhil Kanetkar   | Aparna Popat             | Choi Min-ho Jung Sung-gyun                    | Jun Woul-sik Lee Hyo-jung                    | Choi Min-ho Lee Hyo-jung                   |
| 1999 2002 | nicht ausgetragen | nicht ausgetragen        | nicht ausgetragen                             | nicht ausgetragen                            | nicht ausgetragen                          |
| 2003      | Yousuke Nakanishi | B. R. Meenakshi          | Shuichi Nakao Shuichi Sakamoto                | Fan Jing Jing Liu Zhen                       | Thushara Edirisinghe Kaushalya Dissanayake |
| 2004      | nicht ausgetragen | nicht ausgetragen        | nicht ausgetragen                             | nicht ausgetragen                            | nicht ausgetragen                          |
| 2005      | Chetan Anand      | Sujitra Ekmongkolpaisarn | Siwath Khoosakunthum Nuttaphon Narkthong      | B. R. Meenakshi Trupti Murgunde              | Thushara Edirisinghe N. Palinda Halangoda  |
| 2006      | Kenn Lim          | Julia Wong Pei Xian      | Chan Peng Soon Chang Hun Pin                  | Jwala Gutta Shruti Kurien                    | Chetan Anand Jwala Gutta                   |
| 2007 2023 | nicht ausgetragen | nicht ausgetragen        | nicht ausgetragen                             | nicht ausgetragen                            | nicht ausgetragen                          |
| 2024      | Sheng Xiaodong    | Ruzana Ruzana            | Sirawit Sothon Natthapat Trinkajee            | Pichamon Phatcharaphisutsin Nannapas Sukklad | Phatharathorn Nipornram Nattamon Laisuan   |
| 2025      | Jelang Fajar      | Tidapron Kleebyeesun     | Bryan Jeremy Goonting Mohamad Razif M. Fazriq | Hina Osawa Akari Sato                        | Yuta Watanabe Maya Taguchi                 |